# Malfador Machinations
 (janvier 2025).
Malfador Machinations est un studio de développement de jeux vidéo fondé en 1995 et basé à Santa Rosa (Californie).

## Ludographie
- 1995 : Space Empires II
- 1997 : Space Empires III
- 2000 : Space Empires IV
- 2002 : Dungeon Odyssey
- 2003 : Space Empires: Starfury
- 2006 : Space Empires V